# Alexander-Newski-Kathedrale (Warschau)

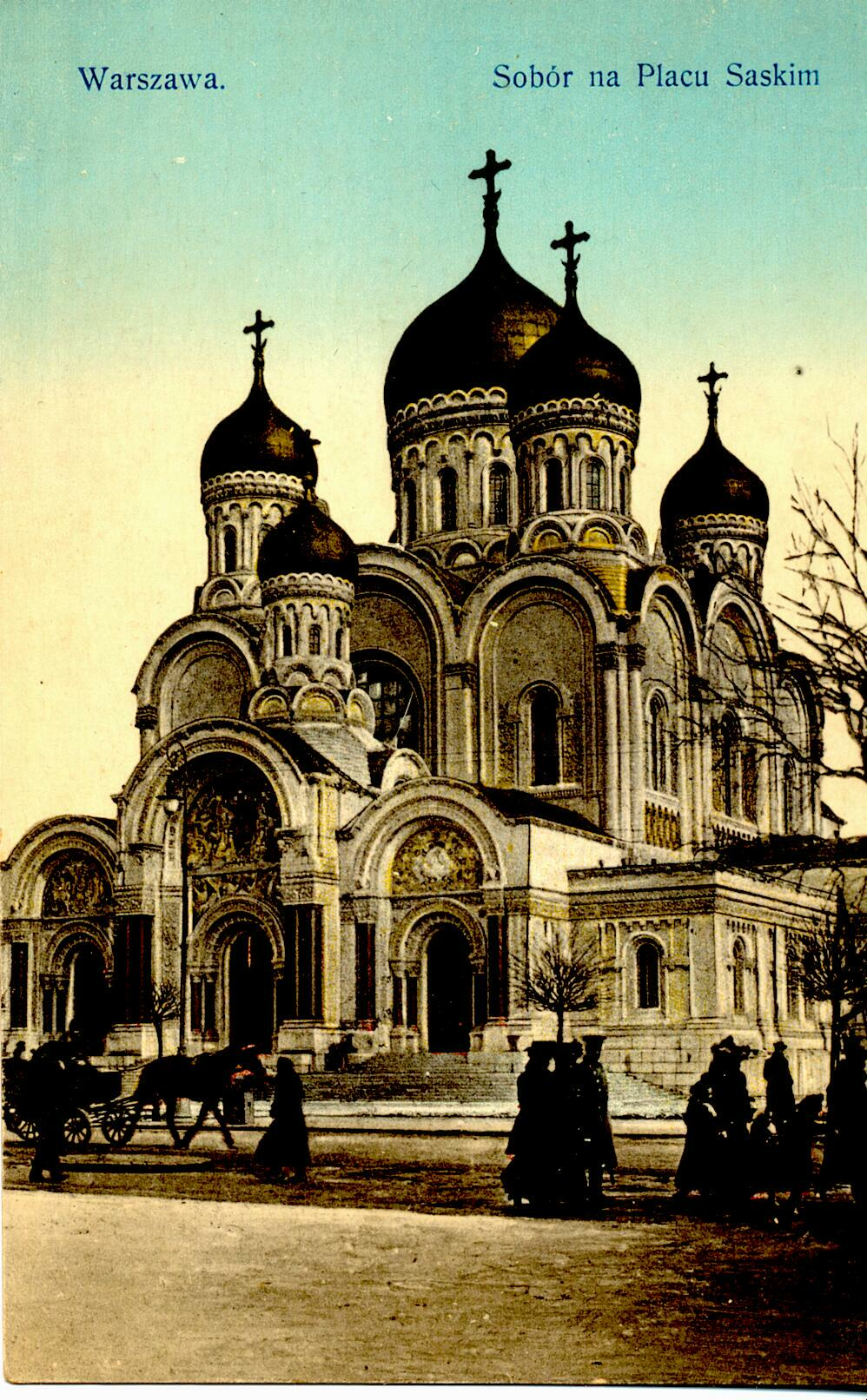
Um 1910

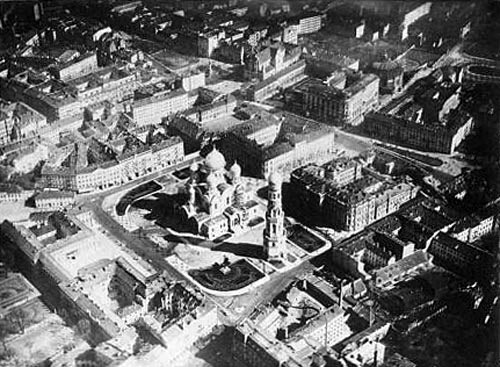
Piłsudski-Platz vor 1914

Die Alexander-Newski-Kathedrale (polnisch Sobór św. Aleksandra Newskiego) in Warschau wurde zwischen 1894 und 1912 als Teil eines Bauprogrammes orthodoxer Alexander-Newski-Kathedralen in mehrheitlich nicht russisch besiedelten Gebieten des Zarenreiches (Finnland, Estland, Aserbaidschan etc.) errichtet. Die Kathedrale wurde gleichsam zur Feier der polnischen Zugehörigkeit zum Russischen Reich auf dem Plac Saski (heute Plac Piłsudskiego) erbaut. Architekt der russisch-orthodoxen Kathedrale war Leonti Benois. Der Glockenturm war mit seinen 70 m das höchste Gebäude im damaligen Warschau, was so wie beim späteren stalinistischen Kulturpalast weithin als Zeichen russischer Herrschaftsarchitektur aufgefasst wurde. 
Der Kirchenbau wurde durch Spendensammlungen in ganz Russland finanziert, unter anderem mit dem Hinweis, dass so dokumentiert werde, dass auch in den westlichen Gebieten des Reiches machtvolle orthodoxe Herrschaft etabliert sei. Ein Teil der Finanzierung wurde auch durch eine Sondersteuer in Warschau aufgebracht. Am 20. Mai 1912 wurde die Kathedrale eingeweiht, aber nach der Restauration des unabhängigen Polens zwischen 1924 und 1926 als Symbol der russischen Fremdherrschaft und Versuches der Russifizierung des Landes abgerissen. In der zuvor abgelaufenen hitzigen Debatte hatten sich zahlreiche, auch katholische, Befürworter gefunden, die das Gebäude wegen seiner künstlerischen Qualitäten bewahren wollten.